# Pony Up
Pony Up ist eine Indie-Pop-Band aus Montreal, Kanada.

## Geschichte
Pony Up! wurde am 31. Dezember 2002 in Montreal gegründet. 2005 veröffentlichte die Band ihre erste EP, Pony Up!. 2006 folgte das erste Album, Make Love to the Judges With Your Eyes. Nach Konzerttourneen durch Nordamerika, Europa und Australien veröffentlichte die Band 2009 ihr zweites Album, Stay Gold.
Camilla Wynne Ingr wechselte 2005 zur Band Sunset Rubdown.

## Diskografie

### Alben
- 2006: Make Love to the Judges With Your Eyes (Dim Mak Records)
- 2009: Stay Gold (Laughing Outlaw Records)

### EPs
- 2005: Pony Up! (Dim Mak Records)

### Singles
- 2004: Float On / I Heard You Got Action (Split-Single mit Ben Lee; Dim Mak Records, Ten Fingers)
- 2007: The Truth About Cats and Dogs (Is That They Die) (Laughing Outlaw Records)